# Diocesi di Qingdao
La diocesi di Qingdao (o Tsingtao; in latino Dioecesis Zimtaovensis) è una sede della Chiesa cattolica in Cina suffraganea dell'arcidiocesi di Jinan. Nel 1950 contava 23.588 battezzati su 3.500.000 abitanti. La sede è vacante.

## Territorio
La diocesi comprende parte della provincia cinese di Shandong.
Sede vescovile è la città di Qingdao (Tsingtao), dove si trova la cattedrale di San Michele.

## Storia
La prefettura apostolica di Qingdao fu eretta l'11 febbraio 1925 con il breve Quae catholico nomini di papa Pio XI, ricavandone il territorio dal vicariato apostolico di Yenchow-fu (oggi diocesi di Yanzhou).
Il 14 giugno 1928 la prefettura apostolica fu elevata a vicariato apostolico.
L'11 aprile 1946 il vicariato apostolico è stato elevato a diocesi con la bolla Quotidie Nos di papa Pio XII.
Dopo la morte nel 1992 di Han Xirang, vescovo "ufficiale" della diocesi (appartenente cioè all'Associazione patriottica cattolica cinese), la diocesi è rimasta sede vacante per otto anni, fino al 2000 quando è stato nominato nuovo vescovo Joseph Li Mingshu, consacrato nella cattedrale di San Michele il 13 agosto 2000, con il consenso della Santa Sede. Li Mingshu è morto nel giugno 2018.
Il 23 novembre 2020 è stato ordinato nuovo vescovo di Qingdao Thomas Chen Tianhao, nel quadro dell'accordo sino-vaticano firmato nel 2018.
Il 20 aprile 2023 si è ampliata con porzioni di territorio della soppressa prefettura apostolica di Yiduxian e contestualmente ha ceduto una parte del suo antico territorio a vantaggio dell'erezione della diocesi di Weifang.

## Cronotassi dei vescovi
Si omettono i periodi di sede vacante non superiori ai 2 anni o non storicamente accertati.
- Georg Weig, S.V.D. † (18 marzo 1925 - 3 ottobre 1941 deceduto)
- Thomas Tien Ken-sin, S.V.D. † (10 novembre 1942 - 11 aprile 1946 nominato arcivescovo di Pechino)
- Faustino M. Tissot, S.X. † (1946 - 1947 dimesso)
- Augustin Olbert, S.V.D. † (8 luglio 1948 - 18 novembre 1964 deceduto)
  - Sede vacante
  - Paul Han Xi-rang, O.F.M. † (24 aprile 1988 consacrato - 6 marzo 1992 deceduto) (vescovo ufficiale)
  - Joseph Li Mishun † (13 agosto 2000 consacrato - 15 giugno 2018 deceduto) (vescovo clandestino)
  - Thomas Chen Tianhao, consacrato il 23 novembre 2020

## Statistiche
La diocesi nel 1950 su una popolazione di 3.500.000 persone contava 23.588 battezzati, corrispondenti allo 0,7% del totale. L'agenzia Fides riporta una stima di 45.000 battezzati nel 2018.
| anno | popolazione | popolazione | popolazione | presbiteri | presbiteri | presbiteri | presbiteri                | diaconi | religiosi | religiosi | parrocchie |
| anno | battezzati  | totale      | %           | numero     | secolari   | regolari   | battezzati per presbitero | diaconi | uomini    | donne     | parrocchie |
| ---- | ----------- | ----------- | ----------- | ---------- | ---------- | ---------- | ------------------------- | ------- | --------- | --------- | ---------- |
| 1950 | 23.588      | 3.500.000   | 0,7         | 28         | 6          | 22         | 842                       |         | 7         | 87        | 9          |